# Batalla del riu Àmnies
La batalla del riu Àmnies fou la primera batalla de la primera guerra mitridàtica, un conflicte militar entre el Regne del Pont i la República de Roma.

## Antecedents
A la mort de Nicomedes III Evèrgetes el 91 aC, Nicomedes IV Filopàtor fou nomenat seu successor al tron del Regne de Bitínia, però Sòcrates de Bitínia es va revoltar i va enderrocar a son germà amb ajut del Regne del Pont. Nicomedes va anar a Roma per reclamar davant el senat romà el qual es va pronunciar al seu favor reinstaurant a Nicomedes al tron i envaint el Regne del Pont el 88 aC. Mitridates VI Eupàtor no va oferir resistència i Nicomedes va arribar fins a Amasra, enviant a Pelòpides com ambaixador als romans per demanar explicacions.
Els romans i els seus aliats disposaven de quatre exèrcits escampats a la frontera occidental del Pont i Capadòcia, però entre tots tenien menys tropes que les forces a disposició de Mitridates, i com aquest no va rebre les explicacions que volia, va esclatar la guerra el mateix 88 aC. Mitridates va envair la Capadòcia, que va ocupar fàcilment i va quedar annexionada al Regne del Pont.

## Batalla
Nicomedes IV Filopàtor disposava del major dels exèrcits dels aliats romans amb uns 50.000 soldats d'infanteria i 6.000 de cavalleria. Amb aquest exèrcit Nicomedes va avançar cap a l'est de Paflagònia per formar el flanc nord de la línia defensiva romana, avançant a Bithynium, a l'est de Bitínia fins a Paflagònia, arribant al riu Amnias on va trobar un dels exèrcits del Regne del Pont a una àmplia plana a la vora del riu Amnias.
L'exèrcit del Pont el formava una força de 250.000 infants lleugers comandats pels germans Neoptòlem i Arquelau, i reforçat amb 40.000 cavallers d'Armènia Menor sota el comandament de Mitridates el Jove i alguns carros de guerra escites, però les falanges encara no havien arribat.
La batalla es va desenvolupar al voltant d'un turó rocós a les planes. Els pontis van avançar tropes per ocupar un turó però foren encerclats. Neoptolemus va dirigir un segon atac al turó i demanant ajut a la cavalleria. Quan els pontis es retiraven, la cavalleria va arribar pel flanc dret. Nicomedes es va veure obligat a aturar la persecució, i dirigir al seu exèrcit per fer front a la nova amenaça.
El punt d'inflexió de la batalla es va produir quan els carros van atacar. L'horrible naturalesa de les ferides, causaven por i confusió als bitinis, donant temps a Neoptolemus per reagrupar als seus homes i llançar un atac a la rereguarda bitínia. Després de perdre la major part del seu exèrcit, els supervivents, amb Nicomedes van fugir a Paflagònia, on es van unir amb l'exèrcit romà de Mani Aquil·li el Jove i Manli Mancí.

## Conseqüències
Com a conseqüència de la batalla, es va restaurar al tron a Sòcrates de Bitínia, l'anterior rei. Quan l'exèrcit de Mani Aquil·li el Jove i Manli Mancí també va ser derrotat, a la fortalesa de Protofàcion, tot l'edifici de la dominació romana a la província d'Àsia va caure.